# آنا فييرا
آنا فييرا (بالبرتغالية: Ana Vieira‏) هي فنانة برتغالية، ولدت في 1940 في قلمرية في البرتغال، وتوفيت في 29 فبراير 2016 في لشبونة في البرتغال بسبب سرطان.